# Meningoencefalitis amèbica primària
La meningoencefalitis amèbica primària és un tipus de meningoencefalitis produïda per les amebes Naegleria fowleri, Hartmannella rhysodes, Hartmannela culberstoni i diverses espècies d'Acanthamoeba, que s'acostumen a trobar en aigua dolça per sobre d'uns 25 °C i en la pols del sòl i els aires condicionats. La infecció afecta el sistema nerviós central i es caracteritza per alteracions en la percepció olfactòria, seguides de febre de presentació sobtada, cefalea, vòmits, signes d'irritació de les meninges, confusió i coma.
El pronòstic és molt dolent. Pocs malalts han sobreviscut, tractats amb una combinació d'antibiòtics (principalment, amfotericina B i rifampicina).